# EXPO'70パビリオン
EXPO'70パビリオンは、日本万国博覧会（以下、大阪万博）の記念館である。2010年に開館した。2023年にはEXPO'70パビリオン別館も開館した。
この項目では、当館の前身であり、大阪万博のパビリオンであった「鉄鋼館」についても解説する。

## 概要
大阪万博40周年を記念し、大阪万博のパビリオンの一つであった「鉄鋼館」を改修し、2010年3月にオープンした。館内には約80品目、約3,000点の資料が展示され、鉄鋼館のみならず大阪万博全体を偲ぶことのできる施設となっている。1階が無料ゾーン、2階が有料ゾーンとなっている。
従来、万博の記念館としては、協会本部別館を転用し、1972年3月にオープンした「日本万国博記念館」があった。その後、1992年に日本万国博記念館は改装されて「生活誕生館DILIPA」となり、その2階に「EXPO'70ホール」が設置された。EXPO'70ホールはEXPO'70パビリオンにバトンを渡す形で2010年1月に閉館となり、生活誕生館DILIPA自体も2014年9月に閉館し、万博当時から残存する施設であった協会本部別館は解体された。

## 鉄鋼館
日本鉄鋼連盟が出展したパビリオンである。テーマは「鉄の歌」。多くのパビリオンとは異なり、恒久利用を想定して建設された。ホワイエにはフーコーの振り子を模したペンジュラムや、後述する楽器彫刻が展示されていた。施設の中心は音楽堂のスペース・シアターであり、武満徹をプロデューサーに迎え、特殊スピーカーを用いた録音音源の放送や後述の楽器彫刻による演奏などが行われた。
万博閉幕後、鉄鋼館は「将来の芸術センターのコアとして利用する」と定められた。続く1980年3月の「万博記念公園第2次整備計画」においては、国立産業技術史博物館を構成する「宇宙映像館」として活用することが想定されたが、そのいずれも実現されることはなかった。一度は撤去も検討され、2006年7月に策定された「万博記念公園将来ビジョン」において万博記念館として活用されることが決まり、4億6000万円をかけて改修された後に2010年3月13日にEXPO'70パビリオンとしてオープンした。一方、国立産業技術史博物館に展示予定の資料約2万3000点が屋内に保管されていたが、2009年にその大部分が廃棄処分された。

### 建築概要
- 延床面積：8,210平方メートル
- 設計：前川國男

## スペースシアター

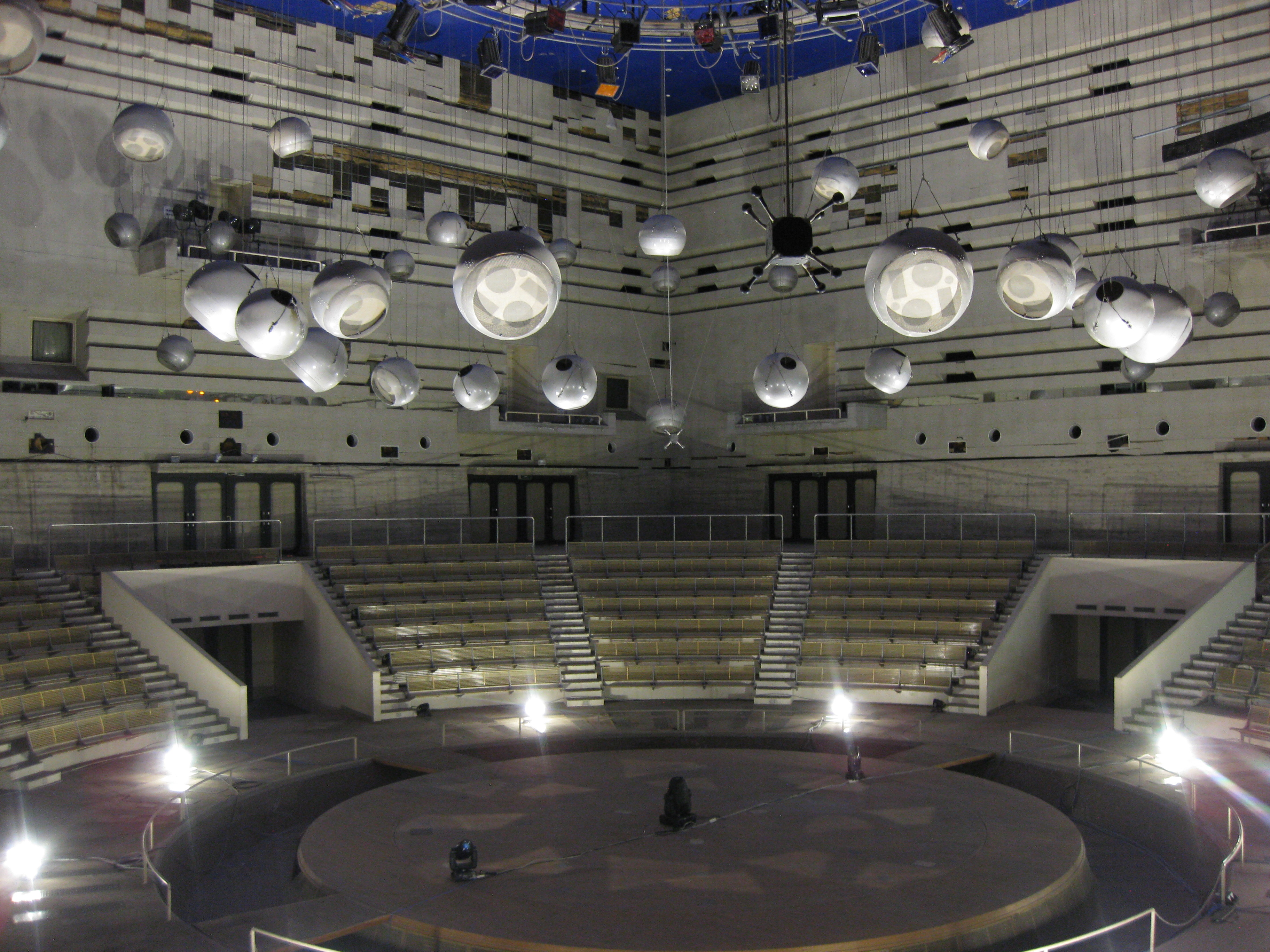
スペース・シアター

ステージ（直径8メートル）の全周を観客席がとりまく配置の館内ホールである。スピーカーは、総数 820台 1,008個。スピーカーユニットの設計はNHK放送技術研究所（藤田尚）であり、三菱電機が製造した。電子的自動音量制御システムの製造は、立石電機（現・オムロン）である。
鉄鋼館で放送するために、「クロッシング」（武満徹）、「エゲン」（高橋悠治）、「ヒビキ・ハナ・マ」（ヤニス・クセナキス）が作曲された。これらの音源は『スペース・シアター：EXPO'70鉄鋼館の記録』と名づけられたLPレコードとして残され（ビクター音楽産業、1970年）、CD化もされている。これらの作品は、万博会期中は13時から21時まで、1時間間隔で上演が行われ、演奏と同時に宇佐美圭司によるインスタレーション『エンカウンター'70』が上演された。
また、武満はここで1970年8月21日から24日にかけて、世界各国から作曲家を招き、「ミュージック・トゥディ」と呼ばれたコンサート・シリーズを主催した。この構想は、西武劇場の「今日の音楽」というシリーズに受け継がれ、長らく現代音楽の紹介の場として活用された。
大阪万博で建設が構想された音楽堂は、この鉄鋼館のほかに、ドイツ館（カールハインツ・シュトックハウゼン指揮）と、未完に終わった大原立体音楽堂がある。
EXPO'70パビリオンとして再オープン後はホール内に立ち入ることはできないが、通路よりガラス越しに眺めることができる。また、当時の上演を再現した演出もなされる。

### フランソワ・バシェの楽器彫刻
楽器彫刻とはフランス人彫刻家のフランソワ・バシェと、その兄ベルナール・バシェにより考案されたもので、ガラスのリードを手でこすったり、鉄の棒で叩いたりすることで音を発する。大阪万博に際し、バシェ兄弟は武満により日本に招かれ、計17基の楽器彫刻を製作、それぞれの楽器には「川上フォーン」など、製作助手の姓名にちなんだ名前が付けられた。武満はこれら楽器彫刻のために『四季』を作曲し、1970年8月にスペース・シアターで演奏を行った。ただし、本来4名の奏者で演奏されるところが、出演予定者のうち2名が訪日できなくなったため、山口恭範（吉原すみれの夫）とマイケル・ランタの2名のみによる演奏となった。翌1971年には本来の形での演奏録音を行っている。
万博終了後、音楽彫刻は長らく倉庫に放置され、2012年の時点では錆びたり解体されたりしていた状態にあった。2013年には、バルセロナを拠点に活動する音楽研究者・サウンドアーティストであるマルティ・ルイツ（カタルーニャ語: Martí Ruids）により「川上フォーン」と「高木フォーン」（「関根フォーン」である可能性もある）2基が復元され、2015年にはルイツと京都市立芸術大学の学生との共同で「桂フォーン」と「渡辺フォーン」の修復を行った。「川上フォーン」と「高木フォーン」はEXPO'70パビリオンのエントランスに展示されている。

## EXPO'70パビリオン別館

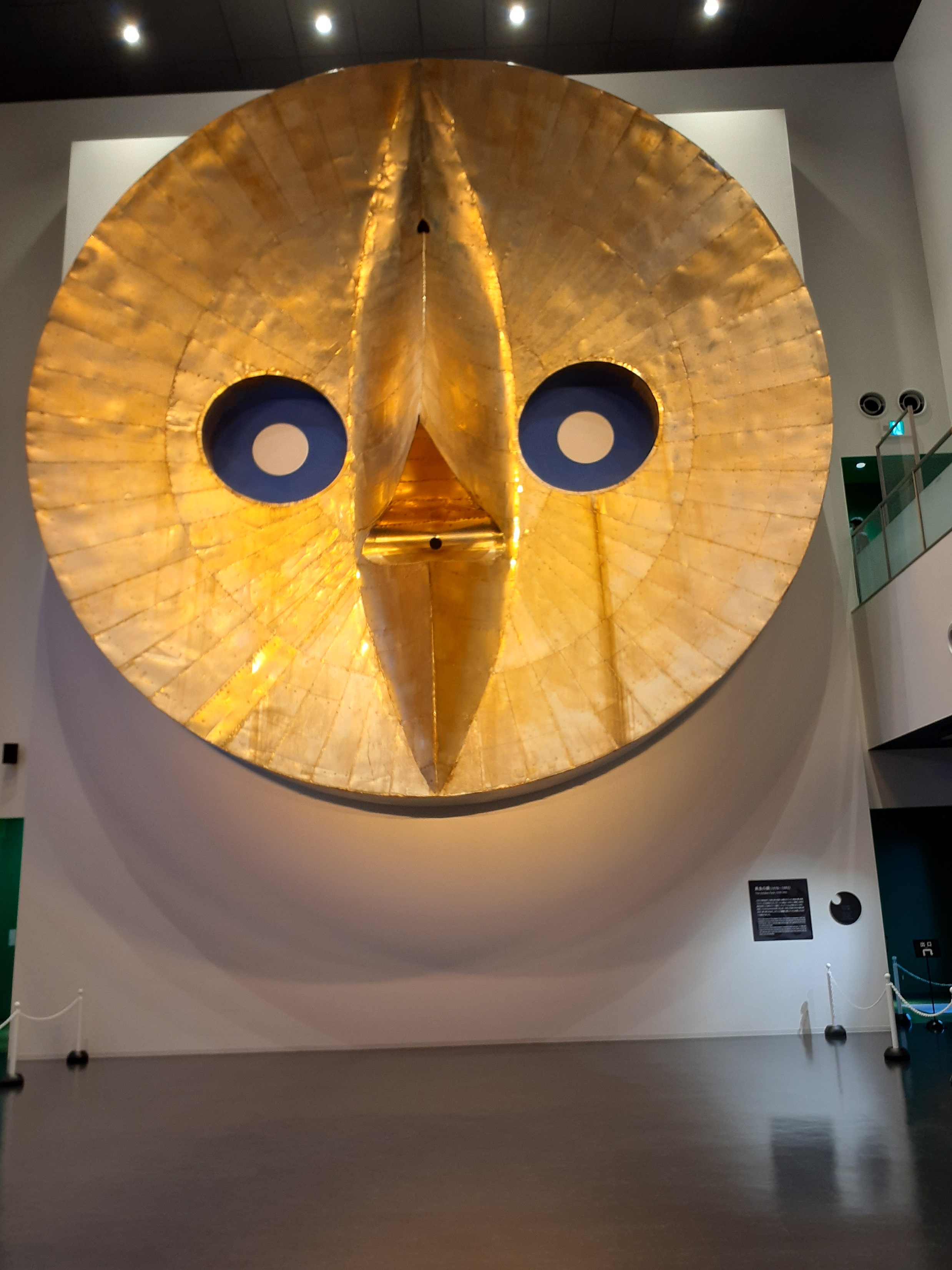
別館の「黄金の顔」

太陽の塔の建設時に塔頂部に設置されて、1992年に交換により取り外された初代の「黄金の顔」（直径10.6メートル）の常設展示などを目的として、2022年1月から建設され、2023年8月11日に一般公開された（8月10日にオープニング記念式典を開催）。